# ФК „Хасково 2009“
AФК „Хасково“ е футболен отбор от град Хасково. Основан през 1957 година под името ДФС „Димитър Канев“. Наследник на „Ботев“ (1922), „България“, „Родина“, „Динамо“, „Спартак“ и „Ашика“. Играе домакинските си мачове на Градския стадион в Хасково с капацитет 9000 зрители. Основните цветове на отбора са червено и бяло.
През 2009 „Хасково II“ (Хасково) се преименува на „Хасково 2009“ (Хасково) . След края на сезон 2014/15 в А група, тимът изпада и е разформирован. През 2016 г. е създаден АФК Хасково, който наследява ДЮШ.